# Gare d’Achères - Grand-Cormier
Gare d’Achères - Grand-Cormier vasútállomás és RER állomás Franciaországban, Saint-Germain-en-Laye településen.

## Vasútvonalak
Az állomást az alábbi vasútvonalak érintik:
- Párizs–Le Havre-vasútvonal
- Grande Ceinture line

## Kapcsolódó állomások
A vasútállomáshoz az alábbi állomások vannak a legközelebb:
- Gare de Poissy (Gare de Poissy, A RER-vonal)
- Gare de Maisons-Laffitte (Gare de Boissy-Saint-Léger, A RER-vonal)